# Ocinara bifurcula
Ocinara bifurcula är en fjärilsart som beskrevs av Wolfgang Dierl 1978. Ocinara bifurcula ingår i släktet Ocinara och familjen silkesspinnare. Inga underarter finns listade i Catalogue of Life.